# Calliopsis coloradensis
Calliopsis coloradensis är en biart som beskrevs av Cresson 1878. Calliopsis coloradensis ingår i släktet Calliopsis och familjen grävbin. Inga underarter finns listade.
Artens utbredningsområde är Nordamerika.